# 愛德華茲群島
66°51′S 50°29′E / 66.850°S 50.483°E
愛德華茲群島是南極洲的島嶼，位於恩德比地，是阿蒙森灣的東部，處於歐菲德山西南面5公里，在1956年由澳大利亞探險隊繪入地圖。